# Kontakt-Chance
Die KontaktChance ist ein deutsches Nachrichtenmagazin in russischer Sprache. Sie wurde im Oktober 1994 in Hannover gegründet und erscheint wöchentlich im Pali Deutschland Verlag in Köln. In Deutschland leben etwa 3,5 Mio. Russisch sprechende Menschen.
KontaktChance gehört zu den wichtigsten Publikationen, die von russischsprachigen Menschen in Deutschland gelesen werden und ist laut der IVW das meist abonnierte Magazin der Bundesrepublik in russischer Sprache. KontaktChance wird von über 63.000 Haushalten per Abonnement bezogen. Die wöchentlich verkaufte Auflage beträgt laut IVW (Quartal 1/2009) 67.910 Exemplare.